# Domini lingüístic
El domini lingüístic és el territori on es parla un idioma.
Atès que els canvis socials i demogràfics dels segles XIX, XX i XXI han permès una gran mobilitat de persones, sovint s'aplica el concepte de domini lingüístic al territori històric on tradicionalment s'ha parlat una llengua, de manera que la presència de noves llengües per immigració no implica una relativització del concepte.
El concepte de domini lingüístic permet evitar circumscriure les llengües a estats. Així, hom parla de Francofonia (en francès, Francophonie) per a referir-se als territoris on es parla francès (França, Bèlgica, Quebec, Louisiana, etc.) o on aquesta llengua hi té una presència important (com ara Algèria). Igualment, hom parla d'Hispanitat (en espanyol, Hispanidad) per a referir-se als territoris on es parla espanyol (Espanya, Mèxic, Argentina, etc.), encara que el concepte d'Hispanitat a vegades també abraça la cultura ibèrica en general (portuguesa, basca, catalana, gallega, etc.).
El domini lingüístic del català abraça Catalunya (llevat de la Vall d'Aran), la Catalunya Nord (actualment França), el Principat d'Andorra, el País Valencià (incloent-hi la comarca murciana anomenada el Carxe), les illes Balears (incloent-hi les Pitiüses), la Franja de Ponent (és a dir, les comarques orientals de l'Aragó) i la ciutat de l'Alguer (a Sardenya, Itàlia). Fins al segle xix, s'hi podria comptar la ciutat de Saint Augustine (Florida, EUA), per tal com va ser colonitzada per menorquins, i encara fins a principi del segle xx algunes zones del nord d'Algèria, colonitzada per França, amb barris enterament catalanoparlants (s'hi parlava el patuet) per la presència sobretot de menorquins, mallorquins, alacantins i rossellonesos. Sovint hom identifica el domini lingüístic català amb el nom de Països Catalans, encara que aquesta denominació inclou generalment la Vall d'Aran i la comarca de la Fenolleda, de parla occitana.